# العلاقات الكاميرونية الليختنشتانية
العلاقات الكاميرونية الليختنشتانية هي العلاقات الثنائية التي تجمع بين الكاميرون وليختنشتاين.

## مقارنة بين البلدين
هذه مقارنة عامة ومرجعية للدولتين:
| وجه المقارنة                                              | الكاميرون                      | ليختنشتاين                                 |
| --------------------------------------------------------- | ------------------------------ | ------------------------------------------ |
| المساحة (كم2)                                             | 475.44 ألف                     | 16                                         |
| عدد السكان (نسمة)                                         | 24.05 مليون                    | 37.47 ألف                                  |
| الكثافة السكانية (ن./كم²)                                 | 50.58                          | 234.19 ألف                                 |
| العاصمة                                                   | ياوندي                         | فادوتس                                     |
| اللغة الرسمية                                             | لغة فرنسية، لغة إنجليزية       | اللغة الألمانية                            |
| العملة                                                    | فرنك وسط أفريقي                | فرنك سويسري                                |
| الناتج المحلي الإجمالي (بليون دولار)                      | 34.80 مليار                    | 6.29 مليار                                 |
| الناتج المحلي الإجمالي (تعادل القوة الشرائية) بليون دولار | 72.72 مليار                    |                                            |
| الناتج المحلي الإجمالي الاسمي للفرد دولار أمريكي          | 1.22 ألف                       |                                            |
| الناتج المحلي الإجمالي للفرد دولار أمريكي                 | 2.97 ألف                       |                                            |
| مؤشر التنمية البشرية                                      | 0.512                          | 0.908                                      |
| رمز المكالمات الدولي                                      | +237                           | +423                                       |
| رمز الإنترنت                                              | .cm                            | .li                                        |
| المنطقة الزمنية                                           | توقيت غرب أفريقيا، ت ع م+01:00 | توقيت وسط أوروبا، ت ع م+01:00، ت ع م+02:00 |

## منظمات دولية مشتركة
يشترك البلدان في عضوية مجموعة من المنظمات الدولية، منها:
| علم المنظمة | اسم المنظمة                   | تاريخ انضمام الكاميرون | تاريخ انضمام ليختنشتاين |
| ----------- | ----------------------------- | ---------------------- | ----------------------- |
|             | الاتحاد البريدي العالمي       | ?                      | ?                       |
|             | الاتحاد الدولي للاتصالات      | 22 ديسمبر 1960         | 25 يوليو 1963           |
|             | منظمة حظر الأسلحة الكيميائية  | ?                      | ?                       |
|             | منظمة التجارة العالمية        | ?                      | ?                       |
|             | منظمة الشرطة الجنائية الدولية | ?                      | ?                       |
|             | الأمم المتحدة                 | 20 سبتمبر 1960         | 18 سبتمبر 1990          |

## وصلات خارجية
- موقع وزارة الخارجية الكاميرونية